# 佐古駅
佐古駅（さこえき）は、徳島県徳島市佐古二番町にある、四国旅客鉄道（JR四国）の駅である。駅番号は高徳線がT01、徳島線がB01である。標高2.8 m。

## 利用可能な鉄道路線
- 四国旅客鉄道
  - 高徳線
  - 徳島線 - 線路名称上は当駅が終点であるが、全ての列車が徳島駅まで乗り入れ。
  - 鳴門線 - 線路名称上は池谷駅が起点であるが、ほとんどの列車が高徳線を通して乗り入れ。

国鉄分割民営化以前は徳島線（当時は徳島本線）の終点を徳島駅としており、当駅 - 徳島駅間は高徳線と徳島線の重複区間とされていた。また高徳線全通時に先に開通していた徳島線との合流地点に開設された駅であり、その名残から、当駅の所属線は徳島線となっている。ただし、民営化時の基本事業計画では徳島本線ではなく高徳本線の方に所在地が記載され、高徳本線の駅とみなされていたようである。本稿では基本事業計画に倣い高徳線を優先して表記する。

## 歴史

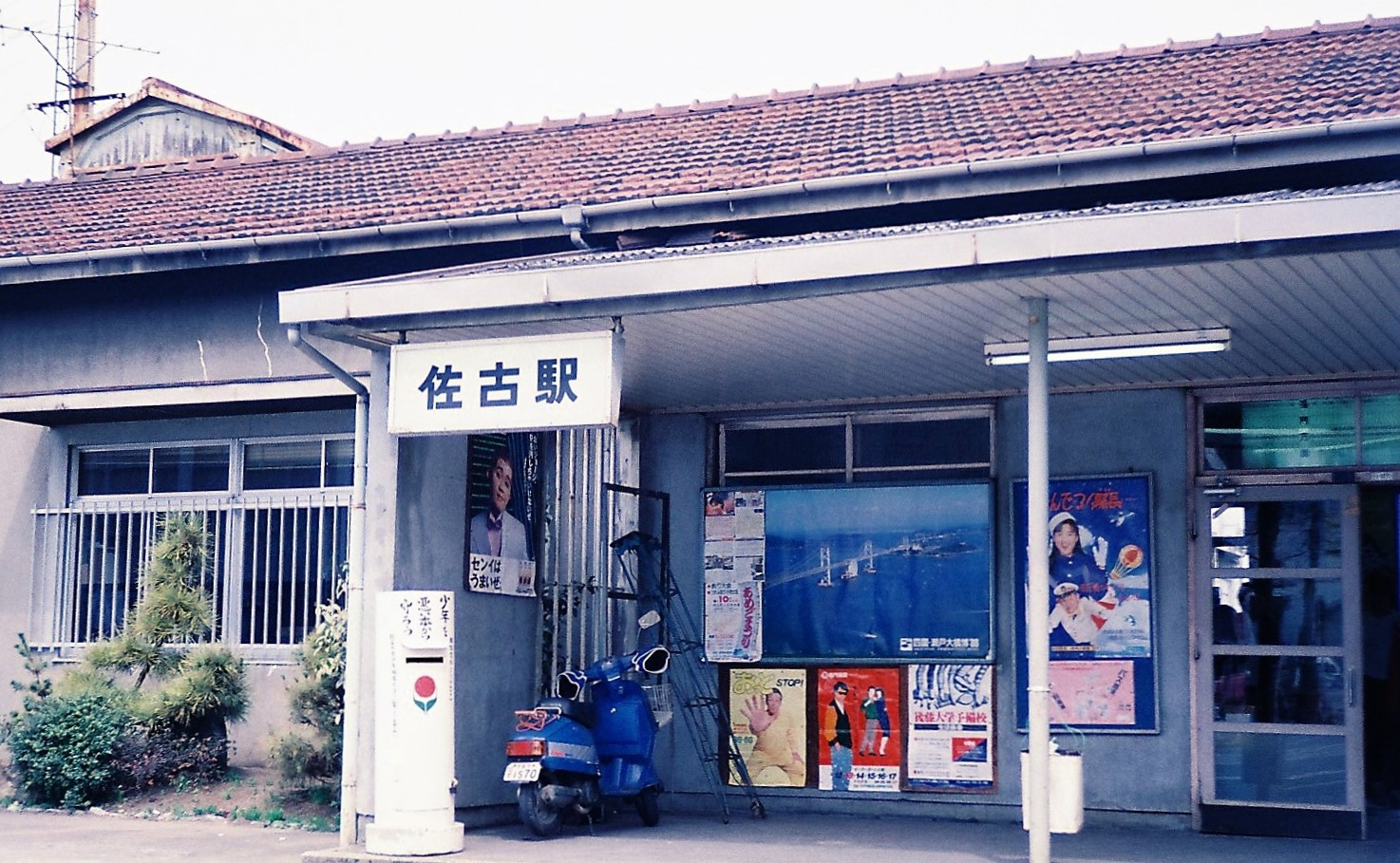
高架化前の駅舎（1988年3月）

- 1935年（昭和10年）3月20日：鉄道省高徳本線吉成 - 当駅間開業にともない、徳島本線徳島 - 蔵本間に設置[6]。
- 1974年（昭和49年）：北口改札開業。
- 1986年（昭和61年）：高架化工事に着手[1]。
- 1987年（昭和62年）4月1日：国鉄分割民営化によりJR四国の駅となる。
- 1993年（平成5年）7月27日：高架化完成[1]。
- 1994年（平成6年）3月1日：早朝・夜間の駅員配置を取り止め[7]。
- 2024年（令和6年）3月16日：終日無人化[2][3]。

なお1993年の高架化以前は、簡単なヤードがありコンテナを含む貨物列車が行き来していた。現在はJR四国バスの駐車場となっている。

## 駅構造
島式ホーム1面2線を有する高架駅。高徳線上下列車の列車交換は出来るが、徳島線上下列車の列車交換は出来ない。ホームの両側は防音壁で囲まれている。
駅全体は、青色を基調としており、駅舎（コンコースなど）の天井や防音壁などに、青色が使われている。駅舎（高架下）の北半分がガラス張りであるなど、かなり近代的な構造となっている。1階のコンコースから2階のホームまで、エレベーターで上ることができる。階段もある。
- トイレは、駅舎内（改札内）1階に男女用が1つずつと、車イス用のトイレが1つ、駅舎の外に男女用が1つずつある。
- 1階の駅舎内、コンコースや2階のホームなど、いろいろな場所に、点字ブロックが設けられている。
- 1階に駅事務室、コンコース、自動券売機、有人きっぷうりばなどがある。自動券売機横にキヨスク（四国キヨスク）があったが、2011年3月11日に閉店して、跡地に飲料自動販売機2台設置している。

駐輪場（仮）が、駅の横（高架下）にある。

### のりば
| のりば | 路線                    | 方向 | 行先                 | 備考          |
| ------ | ----------------------- | ---- | -------------------- | ------------- |
| 1      | ■徳島線                 | 下り | 穴吹・阿波池田方面   |               |
| 1      | ■徳島線                 | 上り | 徳島・阿南方面       |               |
| 2      | ■高徳線 （■鳴門線含む） | 下り | 徳島・阿南方面       | 一部1番のりば |
| 2      | ■高徳線 （■鳴門線含む） | 上り | 板野・高松・鳴門方面 | 一部1番のりば |

付記事項
- 配線上、徳島駅方面の徳島線専用線路から2番のりばに出入りすることは出来ないため、徳島線列車は両方向とも1番のりばを使用する。
- 高徳線列車は両方向とも主に2番のりばを使用するが、高徳線列車同士の行違い時には1番のりばも使用する。
- 2番のりばはホーム側にかなり傾いている。

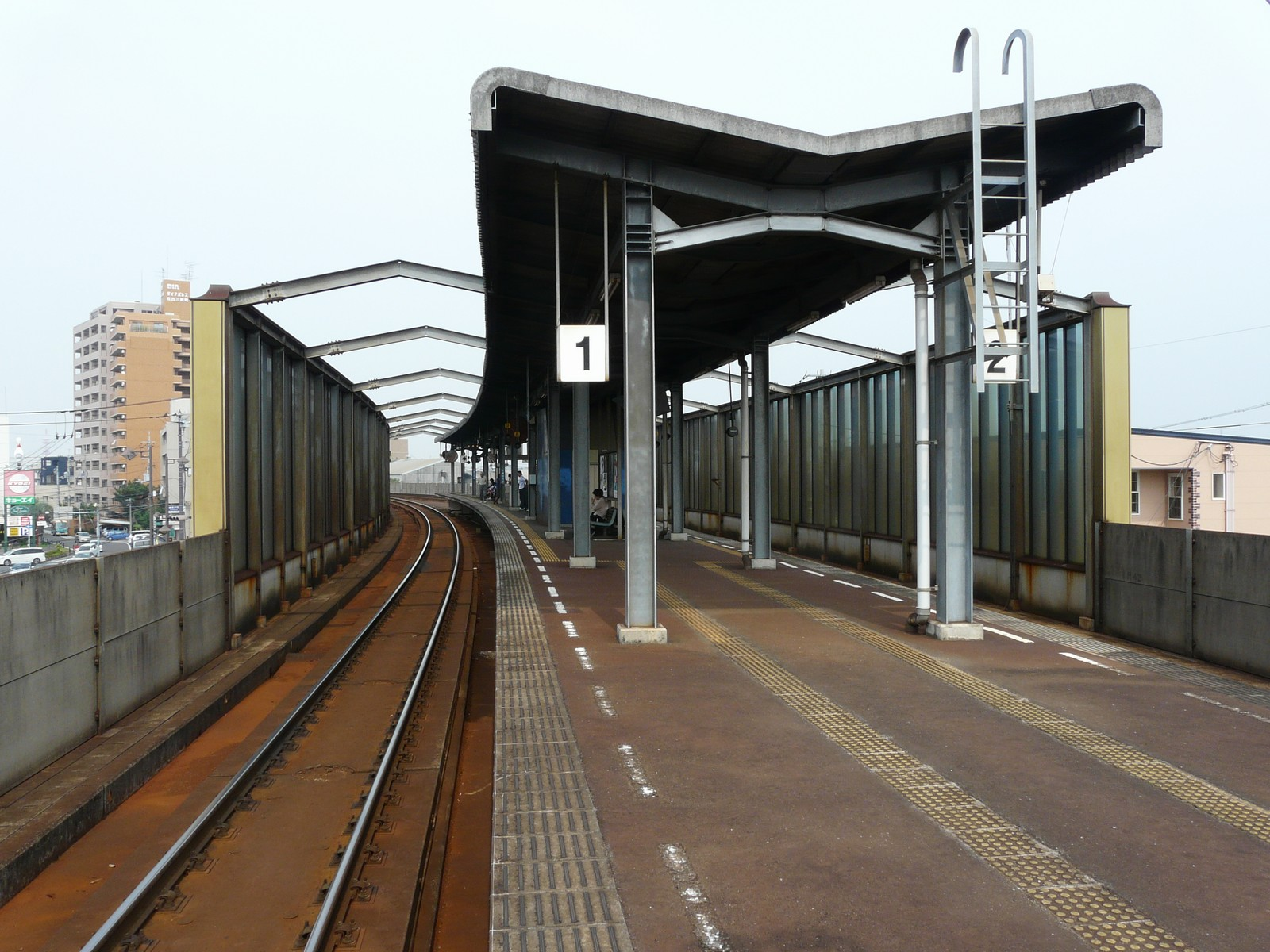
ホーム（2007年7月）
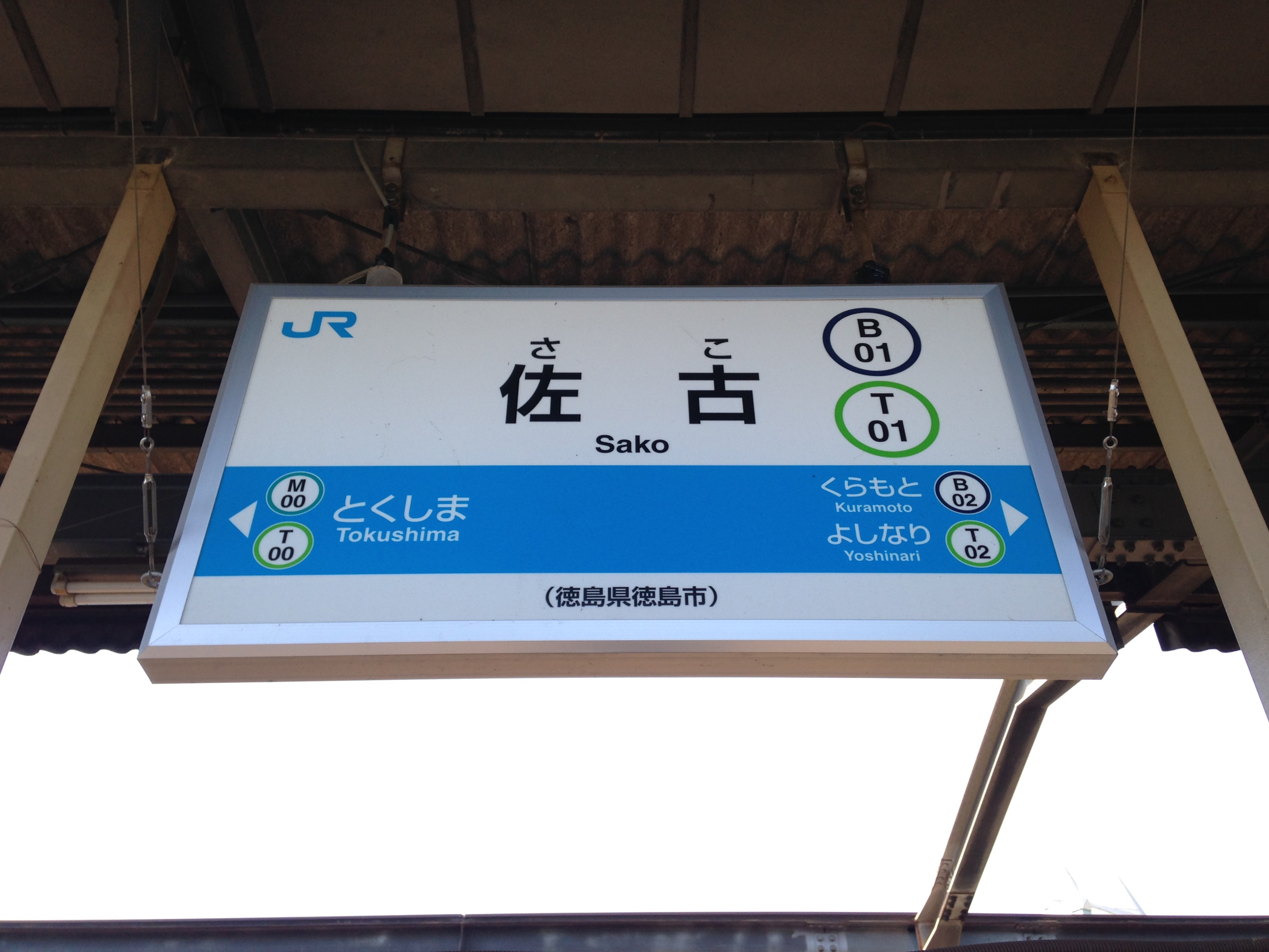
駅名標（2016年5月）

### 特徴
- 佐古駅 - 徳島駅間は線路は2線あるが、単線が2本（徳島線と高徳線）併設されている単線併設区間であり、複線とは見なされない。そのため高徳線・徳島線の列車がこの区間を並走する光景がたまに見られる。
- 列車の接近時には、2階のホームで、自動アナウンス（接近放送）が流れる。
- ホームは1番のりば、2番のりばともに線路側に傾いているため、ベビーカーや車イス利用者に対して、注意する旨の表記がある。
- 前述のとおり、2番のりばに停車する列車や、2番のりばを通過する列車は頭上をかすめる。また、その際に警笛が鳴らされることも少なくない。
- 1階のコンコースでは、列車の運行状況を案内するアナウンスのみが流れる。
- 当駅は全特急列車始終着駅の徳島駅の隣の駅ということもあり、特急列車は停車しない。ただし、ごく一時期だが、ダイヤの制約上徳島駅で「うずしお」と徳島線普通列車との接続が出来ないために、高松行きが1本のみ停車したことがあった。
- 駅事務室には、平日に限り早朝、夜間、昼休み時間を除き駅員が常駐している。

## 利用状況
2021年度の1日平均乗降人員は723人である。
近年の1日平均乗降人員は下表のとおりである。
| 年度               | 1日平均 乗車人員 | 出典             |
| ------------------ | ---------------- | ---------------- |
| 1995年（平成07年） | 774              | [ 徳島市統計 3 ] |
| 1996年（平成08年） | 754              | [ 徳島市統計 3 ] |
| 1997年（平成09年） | 717              | [ 徳島市統計 3 ] |
| 1998年（平成10年） | 680              | [ 徳島市統計 3 ] |
| 1999年（平成11年） | 654              | [ 徳島市統計 3 ] |
| 2000年（平成12年） | 646              | [ 徳島市統計 3 ] |
| 2001年（平成13年） | 657              | [ 徳島市統計 3 ] |
| 2002年（平成14年） | 608              | [ 徳島市統計 3 ] |
| 2003年（平成15年） | 582              | [ 徳島市統計 3 ] |
| 2004年（平成16年） | 562              | [ 徳島市統計 3 ] |
| 2005年（平成17年） | 598              | [ 徳島市統計 4 ] |
| 2006年（平成18年） | 692              | [ 徳島市統計 4 ] |
| 2007年（平成19年） | 730              | [ 徳島市統計 4 ] |
| 2008年（平成20年） | 743              | [ 徳島市統計 4 ] |
| 2009年（平成21年） | 677              | [ 徳島市統計 1 ] |
| 2010年（平成22年） | 722              | [ 徳島市統計 1 ] |
| 2011年（平成23年） | 722              | [ 徳島市統計 1 ] |
| 2012年（平成24年） | 802              | [ 徳島市統計 1 ] |
| 2013年（平成25年） | 829              | [ 徳島市統計 1 ] |
| 2014年（平成26年） | 832              | [ 徳島市統計 1 ] |
| 2015年（平成27年） | 855              | [ 徳島市統計 1 ] |
| 2016年（平成28年） | 861              | [ 徳島市統計 1 ] |
| 2017年（平成29年） | 862              | [ 徳島市統計 1 ] |
| 2018年（平成30年） | 862              | [ 徳島市統計 1 ] |
| 2019年（令和元年） | 856              | [ 徳島市統計 1 ] |
| 2020年（令和2年）  | 756              | [ 徳島市統計 1 ] |
| 2021年（令和3年）  | 723              | [ 徳島市統計 2 ] |

## 駅周辺

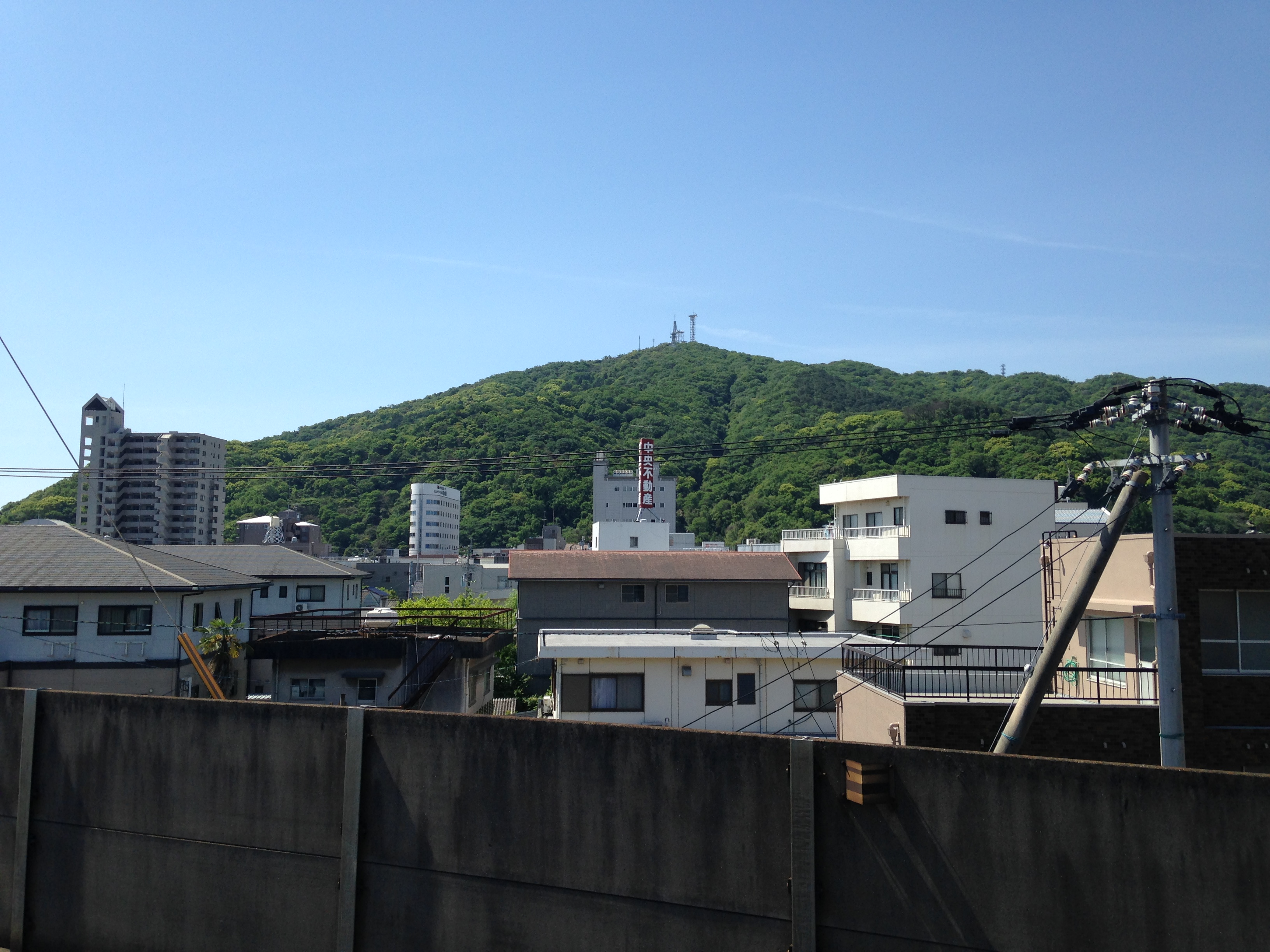
ホームから眉山を望む（2016年5月）

北口
- 日本年金機構徳島北年金事務所
- ジェイアール四国バス徳島支店
- 徳島県JA会館
- 尾上和裁学園
- キョーエイ三ツ合橋店
- 川島病院
- 千松自動車教習所
- 広沢自動車学校
- 徳島市陸上競技場
- 田宮公園プール
- 徳島県道30号徳島鴨島線
- 徳島信用金庫 佐古支店

南口
- 徳島県美容学校
- 日本ペット文化学院徳島校
- ブレーメン愛犬クリエイティブ専門学校
- 阿波銀行佐古東支店
- 徳島銀行佐古東支店
- ハローズ佐古店
- 国道192号
- 徳島県道150号佐古停車場線

### バス路線
国道192号沿いに「佐古一番町」停留所があり、徳島バスと徳島市営バスの路線が発着する。
※2013年9月までは駅前に乗り入れる系統があったが、系統再編で廃止となっている。

## 特記事項
- 当駅は普通列車のみの停車のため、分岐駅通過の特例により、特急列車同士の乗り換えと高徳線特急列車から徳島線普通列車へ乗り換えおよび徳島線特急列車から高徳線普通列車に乗り換えする場合は、当駅 - 徳島駅間の区間外乗車が可能である（徳島駅での途中下車は不可）[8]。

## 隣の駅
四国旅客鉄道（JR四国）
■高徳線（■鳴門線直通列車を含む）
■普通
吉成駅 (T02) - 佐古駅 (T01)  - 徳島駅 (T00)
■徳島線
■普通
（徳島駅 -） 佐古駅 (B01)  - 蔵本駅 (B02)

#### 本文中の出典
1. 1 2 3  「来月高架化が完成 JR高徳線佐古駅付近 26日に切り替え」『交通新聞』交通新聞社、1993年6月29日、1面。
2. 1 2  「2024年3月ダイヤ改正について (PDF)」（プレスリリース）、四国旅客鉄道株式会社、2023年12月15日。2023年12月15日時点のオリジナル (PDF)よりアーカイブ。2023年12月15日閲覧。
3. 1 2  「駅業務体制の見直しについて (PDF)」（プレスリリース）、四国旅客鉄道株式会社、2023年10月23日。2023年10月23日時点のオリジナル (PDF)よりアーカイブ。2023年10月23日閲覧。
4. ↑  川島令三『全国鉄道事情大研究』 四国篇、草思社、2007年8月17日、191頁。ISBN 978-4-7942-1615-1。
5. ↑  石野哲 編『停車場変遷大事典 国鉄・JR編』 II（初版）、JTB、1998年10月1日、[要ページ番号]頁。ISBN 978-4-533-02980-6。
6. ↑  「昭和10年鉄道省告示第57号」『官報』第2440号、1935年2月22日、557頁、NDLJP:2958919/2。
7. ↑  「JR四国、5駅を休日無人に」『日本経済新聞』日本経済新聞社、1994年2月11日、地方経済面／四国、12面。
8. ↑  “きっぷのご利用案内：ＪＲ四国”.   JR四国. 2022年12月12日閲覧。

#### 利用状況の出典
徳島市統計年報
1. 1 2 3 4 5 6 7 8 9 10 11 12 13  “令和2年版 徳島市統計年報 8.交通・公益事業” (XLS).   徳島市. 2021年8月21日閲覧。
2. 1 2  “令和4年版　徳島市統計年報” (XLS).   徳島市. 2023年10月21日閲覧。
3. 1 2 3 4 5 6 7 8 9 10  “平成17年版 徳島市統計年報 8.交通・公益事業” (PDF).   徳島市. 2021年8月21日閲覧。
4. 1 2 3 4  “平成22年版 徳島市統計年報 8.交通・公益事業” (PDF).   徳島市. 2021年8月21日閲覧。